# كاميل ياربرو
كاميل ياربرو (بالإنجليزية: Camille Yarbrough)‏ (8 يناير 1938، شيكاغو في الولايات المتحدة)؛ كاتِبة، منتجة تلفزيونية، ممثلة، موسيقية وشاعرة أمريكية.

## روابط خارجية
- كاميل ياربرو على موقع IMDb (الإنجليزية)
- كاميل ياربرو على موقع ميوزك برينز (الإنجليزية)
- كاميل ياربرو على موقع أول ميوزيك (الإنجليزية)
- كاميل ياربرو على موقع ديسكوغز (الإنجليزية)
- كاميل ياربرو على موقع قاعدة بيانات الفيلم (الإنجليزية)